# 王双柏
王双柏（1930年—2014年4月17日），江苏省丹阳人，著名滑稽演員，以在《老娘舅》中扮演居民小组长王伯伯而知名。王双柏曾被評為浙江省非物质文化遗产独脚戏代表性传承人和浙江省非物质文化遗产滑稽戏代表性传承人。

## 生平
原名王正达，1930年生于江苏丹阳，1947年師從姚慕双、周柏春，并各取师傅名中一字，改名王双柏。1948年从事电台播音工作。1950年成為上海滑稽剧团前身上海蜜蜂滑稽剧团学员。主演《学生意》、《苏州两公差》、《上海小姐》、《啼笑往事》等几十部大型滑稽戏，创作過《滑稽楼台会》等几十则小品和滑稽戏。主演過电影《春色满园》。1956年，王双柏调到杭州滑稽剧团任副团长。王双柏家住杭州，但是上海滑稽剧团經常邀請其表演。1988年，应上海滑稽剧团特邀，演出大型滑稽戏《浪荡鬼》、《GPT不正常》、《变形金刚》、《二爷万岁》、《称心如意》、《姜喜喜》、《千万不要忘记》、《淘金女郎》、《半斤八两》、《开口笑》以及小品《婚丧喜事》，同时自導自演小品《怪味鸡蛋》和大型滑稽戏《醒醒，朋友》。1994年參演《老娘舅》中的王伯伯。2004年2月起参演上海东方电视台的《开心公寓》。2013年參與表演蛇年贺岁滑稽戏《囧人黄小毛》。
2014年初診斷為胃癌晚期。2014年4月17日17时05分在杭州市第三人民醫院去世，享年84岁。